# Érika Miranda
Pour les articles homonymes, voir Miranda.
Érika de Souza Miranda , née le 6 avril 1987 à Brasilia, est une judokate brésilienne en activité évoluant dans la catégorie des moins de 52 kg.

## Biographie
Elle participe aux Jeux olympiques d'été de 2012 à Londres où elle est éliminée au deuxième tour.
Aux Championnats du monde de judo 2013 à Rio de Janeiro, elle est médaillée d'argent après avoir été battue en finale par la Kosovare Majlinda Kelmendi.

## Palmarès

### Compétitions internationales
| Année | Compétition                | Lieu           | Résultat | Catégorie      |
| ----- | -------------------------- | -------------- | -------- | -------------- |
| 2006  | Championnats panaméricains | Buenos Aires   | 3e       | Moins de 52 kg |
| 2007  | Championnats panaméricains | Montréal       | 3e       | Moins de 52 kg |
| 2007  | Jeux panaméricains         | Rio de Janeiro | 2e       | Moins de 52 kg |
| 2008  | Championnats panaméricains | Miami          | 2e       | Moins de 52 kg |
| 2011  | Championnats panaméricains | Guadalajara    | 3e       | Moins de 52 kg |
| 2011  | Jeux panaméricains         | Guadalajara    | 2e       | Moins de 52 kg |
| 2012  | Championnats panaméricains | Montréal       | 1re      | Moins de 52 kg |
| 2013  | Championnats panaméricains | San José       | 3e       | Moins de 52 kg |
| 2013  | Championnats du monde      | Rio de Janeiro | 2e       | Moins de 52 kg |
| 2014  | Championnats du monde      | Tcheliabinsk   | 3e       | Moins de 52 kg |
| 2014  | Championnats panaméricains | Guayaquil      | 1re      | Moins de 52 kg |
| 2015  | Championnats panaméricains | La Havane      | 1re      | Moins de 52 kg |
| 2015  | Jeux panaméricains         | Toronto        | 1re      | Moins de 52 kg |
| 2015  | Championnats du monde      | Astana         | 3e       | Moins de 52 kg |
| 2016  | Championnats panaméricains | La Havane      | 1re      | Moins de 52 kg |
| 2017  | Championnats du monde      | Budapest       | 3e       | Moins de 52 kg |
| 2018  | Championnats du monde      | Bakou          | 3e       | Moins de 52 kg |

Dans les compétitions par équipes :
| Année | Compétition           | Lieu              | Résultat |
| ----- | --------------------- | ----------------- | -------- |
| 2012  | Championnats du monde | Salvador de Bahia | 3e       |
| 2013  | Championnats du monde | Rio de Janeiro    | 2e       |
| 2017  | Championnats du monde | Budapest          | 2e       |

### Tournois Grand Chelem et Grand Prix
| Année | Compétition                  | Lieu              | Résultat | Catégorie      |
| ----- | ---------------------------- | ----------------- | -------- | -------------- |
| 2009  | Grand Slam de Rio de Janeiro | Rio de Janeiro    | 3e       | moins de 52 kg |
| 2009  | Grand Slam Tokyo             | Tokyo             | 3e       | moins de 52 kg |
| 2010  | Grand Prix Abu Dhabi         | Abu Dhabi         | 2e       | moins de 52 kg |
| 2011  | Grand Slam de Rio de Janeiro | Rio de Janeiro    | 1re      | moins de 52 kg |
| 2011  | Grand Prix Qingdao           | Qingdao           | 3e       | moins de 52 kg |
| 2012  | Grand Slam de Moscou         | Moscou            | 1re      | Moins de 52 kg |
| 2012  | Grand Prix Abu Dhabi         | Abou Dabi         | 2e       | Moins de 52 kg |
| 2012  | Grand Prix Qingdao           | Qingdao           | 2e       | Moins de 52 kg |
| 2013  | Grand Slam de Moscou         | Moscou            | 2e       | Moins de 52 kg |
| 2013  | Grand Slam Tokyo             | Tokyo             | 2e       | Moins de 52 kg |
| 2014  | Grand Prix Düsseldorf        | Düsseldorf        | 3e       | moins de 52 kg |
| 2014  | Grand Prix de La Havane      | La Havane         | 2e       | Moins de 52 kg |
| 2014  | Grand Slam de Tioumen        | Tioumen           | 3e       | moins de 52 kg |
| 2015  | Grand Slam de Bakou          | Bakou             | 1re      | moins de 52 kg |
| 2015  | Grand Prix Abu Dhabi         | Abou Dabi         | 2e       | Moins de 52 kg |
| 2016  | Grand Prix de Tbilissi       | Tbilissi          | 3e       | Moins de 52 kg |
| 2017  | Grand Prix de Tbilissi       | Tbilissi          | 2e       | Moins de 52 kg |
| 2017  | Grand Slam d'Ekaterinbourg   | Ekaterinbourg     | 1re      | Moins de 52 kg |
| 2017  | Grand Prix Abu Dhabi         | Abu Dhabi         | 2e       | Moins de 52 kg |
| 2017  | Masters mondial              | Saint-Pétersbourg | 3e       | Moins de 52 kg |
| 2018  | Grand Slam d'Ekaterinbourg   | Iekaterinbourg    | 2e       | Moins de 52 kg |